# 송계서원 유허비각
송계서원 유허비각(松溪書院 遺墟碑閣)은 대한민국 충청북도 영동군 매곡면 수원리에 있는 비각이다. 1996년 4월 15일 영동군의 향토유적 제18호로 지정되었다.

## 개요
조선 현종 7년(1666년) 창건된 서원으로 매계 조위(梅溪 曺偉), 송당 박영(松堂 朴英), 남정 김시창(嵐亭 金始昌), 오촌 박응훈(梧村 朴應勳)등 四先生을 봉안 하였으며, 봉안문은 우암 송시열 선생이 썼다. 숙종말 삼괴당 남지언(三槐堂 南知言), 일석 박유동(一石 朴惟棟) 二先生을 추향(追享)하여 이를 송계 육선생(松溪 六先生)이라 하였다. 1868년 대원군의 서원 철폐시 훼철(毁撤) 되었으나, 광무 2년(1898)에 지방 유림들이 유계를 창설하여 매년 음력 3월 보름날 육선생의 위패를 묻은 단소에서 배향제를 받들어 오고 있으며, 1956년 4월 송계서원 유허비각을 건립하였다. 비각은 둥근기둥 목조기와 맞배집으로 6.6m2이다.

## 참고 자료
- 송계서원 유허비각[깨진 링크(과거 내용 찾기)] - 영동군 문화관광